# 博亚时代中心
博亚时代中心，又名科尔博亚时代中心，是一座位于杭州市萧山区钱江世纪城市心北路的一座高层写字楼，由科尔集团开发，美国Gresham Smith设计。2018年6月开工，2023年10月完工。

## 简介
位于博地中心东侧，高223米地上共50层，地下3层，占地面积14622平米，总建面积118141平米。

## 交通
地处庆春隧道南入口附近。杭州地铁2号线盈丰路站C口旁边。

## 周边建筑
- 博地中心（西侧）
- 大象国际中心（南侧）
- 京港国际（东侧，公寓）
- 诺德财富中心（东南侧）
- 东方至尊国际中心（北侧）